# Hellraiser: Hellworld
Hellraiser: Hellworld (también conocida como Hellraiser VIII: Hellworld) es una película estadounidense de terror de 2005 dirigida por Rick Bota. Es el octavo film de la saga iniciada con el filme Hellraiser de 1987. Fue lanzada en DVD el 6 de septiembre de 2005.

## Sinopsis
Cinco jóvenes fanes de Hellraiser asisten al funeral de Adam, un amigo quien se suicidó. Todos afirman que el hecho no ha tenido nada que ver con jugar a Hellworld, un juego de internet cuyo fin es abrir la Caja de Lemarchand. Pasan dos años y los cinco jóvenes se reúnen en una fiesta cuya invitación se consigue ganando Hellworld. Ya allí el anfitrión los invita a mostrarles la sombría casa donde toma lugar la fiesta. Una vez en el sótano, dos de ellos beben licor, otro toca una baraja con imágenes de Hellraiser y una tercera se rocía un perfume que le hace arder la piel.
Uno a uno empiezan a morir, asesinados por Pinhead, pero lo que realmente sucede es que los cinco han sido drogados y enterrados vivos con un celular en sus ataúdes. Su captor, el padre de Adam, los culpa por la muerte de su hijo y a través del celular de sus ataúdes aterroriza sus mentes mientras las drogas que les administró hacen efecto. Para el final solo dos son desenterrados vivos por la policía.
En un motel lejano, el padre de Adam abre la Caja de Lemarchand y es descuartizado por los Cenobitas mientras proclama que todo aquello no es real. Tiempo después, los dos supervivientes conducen por la ruta cuando de repente el padre de Adam aparece en el asiento trasero e intenta que choquen moviendo el volante. El conductor frena y cuando voltean el padre de Adam no está.

## Reparto
- Doug Bradley como Pinhead.
- Lance Henriksen como El Anfitrión.
- Christopher Jacot como Jake.
- Katheryn Winnick como Chelsea.
- Henry Cavill como Mike.
- Khary Payton como Derrick.
- Anna Tolputt como Allison.
- Stelian Urian como Adam.
- Désiréé Malonga como Bailarina enmascarada.

## Recepción
La respuesta ante Hellraiser: Hellworld fue de mixta a negativa, con un 20% de aprobación en Rotten Tomatoes basado en 5 críticas. En IMDb cuenta con 2 estrellas de 5 y una calificación de 4.3/10. 
Tim O'Neill de PopMatters la encontró como una película de horror "aceptable", pero "pobre" como secuela. Él dijo: "Mientras Hellworld es una película de terror bastante buena, está abismalmente lejos de ser una buena película de Hellraiser. En JoBlo.com le dio una critica positiva de 7/10 y dijo: "En general esta película fue un buen momento de F*cking-A".